# Der Wollkämmer als König
Der Wollkämmer als König ist ein Märchen (AaTh 881), das in Armenien und Persien bekannt ist.

## Handlung
In der Stadt Van lebten einmal ein armer Wollkämmer und seine sehr schöne Frau und eines Tages beschloss der Mann, auf vier Jahre, in die Ferne zu gehen, um Geld zu verdienen. Beide schworen sich, bei Jesus, einander treu zu bleiben, woraufhin die Frau Tag und Nacht für die Einhaltung ihres Gelübdes und auch für ihren Mann zu Gott betete. Dafür fand sie jeden Morgen fünfundzwanzig Moneten unter ihrem Kopfkissen, sodass sie schnell reich wurde, sich ein hübsches Schloss bauen ließ und sich Kühe, Hammel sowie Pferde zulegte. Als der Mann dann nach vier Jahren, in denen er dreihundert, vierhundert Rubel verdient hatte, nach Hause zurückkehrte, glaubte er, dass seine Frau ihn mit einem reichen Kaufmann betrogen hatte, also lockte er sie in einen Sack und hängte diesen in den Wipfel eines Baumes.
Daraus befreien tat sie ein vorbeireisender Kaufmann, der sie in sein Haus brachte und dort begehrte. Da sie ihn jedoch nicht heranließ, sperrte der Zornige sie in eine Kiste, die er ins Meer warf. An einem fremden Ufer angespült, fand ein armer Bursche die Kiste samt der Frau, die immer noch jeden Tag Geld erhielt. Wie Bruder und Schwester lebten die beiden zusammen, sodass sich bald auch der Bursche ein Schloss leisten konnte, wovon auch der König erfuhr, der, kaum eingeladen, die Frau zu begehren begann.
Aufgrund ihrer Klugheit, wurde sie die Hauptfrau des Königs, was sie nutzte, um zusammen mit den vierzig Nebenfrauen, mit einem Boot, auszureißen, jedoch gerieten sie in eine Räuberhöhle. Nachdem sie die vierzig Räuber betrunken gemacht und deren Kleider angezogen hatten, setzten sie ihren Weg fort und kamen in ein fremdes Königreich. Dort fand gerade, mittels eines Schicksalsvogels, eine Königswahl statt, wobei sich der Vogel auf das Haupt der verkleideten Frau setzte, also wurde sie König und die Nebenfrauen Nasire und Wesire. Als König ließ die Frau dann am Rande ihrer Stadt ein Haus bauen, um die Vorbeiziehenden verpflegen zu lassen. Zudem ließ sie ein Bildnis von sich aufhängen, wobei jeder, der bei dessen Anblick seufzte, zu ihr gebracht werden sollte. Als alle die, denen sie begegnet war, eingetroffen waren und diejenigen, die Unrecht getan hatten, Reue zeigten, gab sich die als König verkleidete Frau zu erkennen und ließ das Volk ihren mittlerweile verarmten Mann, den Wollkämmer, zum König wählen. Der durch seine Tat ebenfalls mit Armut bestrafte Kaufmann fand wieder zum Reichtum zurück, der Bursche durfte das von der Frau erhaltene Vermögen behalten, der König mit den vierzig Frauen erhielt diese zurück und die vierzig Räuber bekamen ihre Kleider wieder sowie viel Geld mitgegeben. Als König aber regierte und leitete der Wollkämmer sein Volk vortrefflich.

## Hintergrund
Das Märchen stammt aus dem Folklorearchiv des Instituts für Archäologie und Ethnographie der Akademie der Wissenschaften der SSR Armenien und wurde 1894 von Schahnasarjan aufgezeichnet. Im Deutschen erhielt es, in Isidor Levins Die Märchen der Weltliteratur – Armenische Märchen (Düsseldorf / Köln 1982), den Titel Der Wollkämmer als König. Aus dem Kaukasus sind zehn Varianten dieses Märchens bekannt, wobei Levin anmerkt, dass keine davon eine solch puritanische Einleitung besitze, die eventuell aus einem Märchen vom Typ AaTh 567 stamme. Auch merkt er an, dass der Abschnitt mit den vierzig Frauen und Räubern wahrscheinlich iranischen Ursprungs sei.
Eine persische Version aus Arthur Christensen Die Märchen der Weltliteratur – Persische Märchen (Düsseldorf / Köln 1958) erhielt im Deutschen den Titel Die getrennten Geliebten. In dieser versprechen sich die Tochter und der Neffe eines Königs einander, jedoch bewegt ein hinterhältiger Wesir den König dazu seine Tochter dem Sohn des Wesirs zu geben. Die beiden Liebenden fliehen daraufhin und gelangen an ein Meer, wo ein Kapitän die Tochter des Königs begehrt und in seine Heimatstadt wegfährt. Dort kann sie diesen durch eine List dazu bringen das Schiff zu verlassen, woraufhin sie alleine weiterfährt und an eine Insel gelangt, auf der sie von einer Schar Räuber aufgegriffen wird, die sie dem dortigen König bringen, um diesen ob ihrer Taten zu besänftigen. Dieser verliebt sich in die Königstochter, doch sie kann sich, durch eine weitere List, Zeit verschaffen. Bei einem Bootsausflug mit dem vierzigköpfigen königlichen Harem fliegt dann ein Sturm das Boot in das Reich eines gerechten Königs fort, der über die dort später eintreffenden, die Königstochter suchenden, Freier richtet. Der Sohn des Wesirs wird daraufhin verheiratet und Emir, der Kapitän wird getötet und der König mit den vierzig Frauen bekommt diese zurück. Die beiden Liebenden aber feiern ihre Hochzeit. Diese Version stammt aus dem Werk Dschäwâhir-ul-’uqûl (Teheran 1301, S. 17 ff.) und wurde ebenfalls unter AaTh 881 sowie unter dem Typ 320 des Motif-Index of Folk-Literature von Stith Thompson eingeordnet.
Weitere persische Varianten finden sich bei Tschihil tûtî (Teheran 1330, Nr. 2), in A. Bricteauxs Contes persans (Paris 1910, Nr. 3 und 8), in Lerchs Forschungen über die Kurden (St. Petersburg 1857, I, S. 36ff.) und in V. Chauvins Bibliographie des ouvrages arabes ou relatifs aux Arabes (Liège 1892–1907, V, S. 94, Nr. 30; vgl. V, S. 89f., Nr. 28).
Verglichen werden kann Der kluge Vogel.